# Cratere Lehmann (Venere)
Lehmann è un cratere sulla superficie di Venere. È dedicato alla geofisica danese Inge Lehmann.